# Илийский султанат
Илийский султанат, Таранчинский султанат или Кульджинский султанат (уйг. ئىلى سۇلتانىغى / Или султаниғи‎; 1864—1881) — существовавшее государственное образование на территории Восточного Туркестана в районе Илийского края, провинции Синьцзян Цинской империи Китая во время Дунганского восстания. В течение десяти лет, с 1871 по 1881 год, территория султаната была оккупирована Российской империей, а затем поделена между Цинской и Российской империями в пропорции 80/20.

## История создания
В 1755 году империя Цин включила Илийский край и часть Семиречья в состав своего государства. Однако, учитывая малочисленность ханьских поселенцев и продолжающийся упадок буддизма в регионе, в 1864 году началось уйгуро-дунганское восстание в Восточном Туркестане. Восстание началось в ночь с 6 на 7 июня в городе Куча. Вскоре восстание перекинулось на другие районы.
В сентябре 1864 года уйгуры и дунгане Илийского края подняли восстание, организаторами восстания с уйгурской стороны выступили хаким (губернатор) Или Абдурасул-бек, Садыр Палван и Алахан, со стороны дунган организатором был Ачжи-ахун.
Изначально две общины выступили разрозненно, вследствие неудачных действий дунгане и уйгуры объединились, при этом сохраняя самостоятельность каждой общины, во главе уйгуров стал Мазамзат-бек бывший хаким (губернатор), ставший первым султаном государства, лидером дунган стал Ачжи-ахун.
9 октября восставшие неудачно штурмовали крепость Новую Кульджу, осада которой затянулась. Затем пошли на штурм крепости Баяндай, которую взяли в феврале 1865 года.
К марту 1866 года повстанцы контролировали большую часть Илийского края, в частности населенные пункты Баяндай, Суйдун, Кура, и овладели крепостью Новой Кульджи.

## Уйгуро-дунганское противостояние
К лету 1866 года Илийский край полностью контролировали повстанцы. В это время разгорается конфликт между восставшими, уйгурами и дунганами (государства Йеттишар).
В апреле 1867 года происходит крупное столкновение между уйгурами и дунганами под Старой Кульджой. Дунгане терпят поражение от уйгуров во главе с Алаханом, лидер дунган Ачжи-ахун погибает во время битвы.
В июне Хиваса, ставший лидером дунган, приводит подкрепление с Урумчи, но они также терпят поражение под Баяндаем от уйгуров Алахана и Садыр Палвана.
Победив окончательно дунган, группировка Алахана свергает Муллу Шавкат-ахуна, пришедшего к власти через серию переворотов и заговоров.
На совете старейшин илийских уйгуров Алахан избирается лидерами — султаном Илийским и становится полновластным правителем государства.

## Война с Российской империей

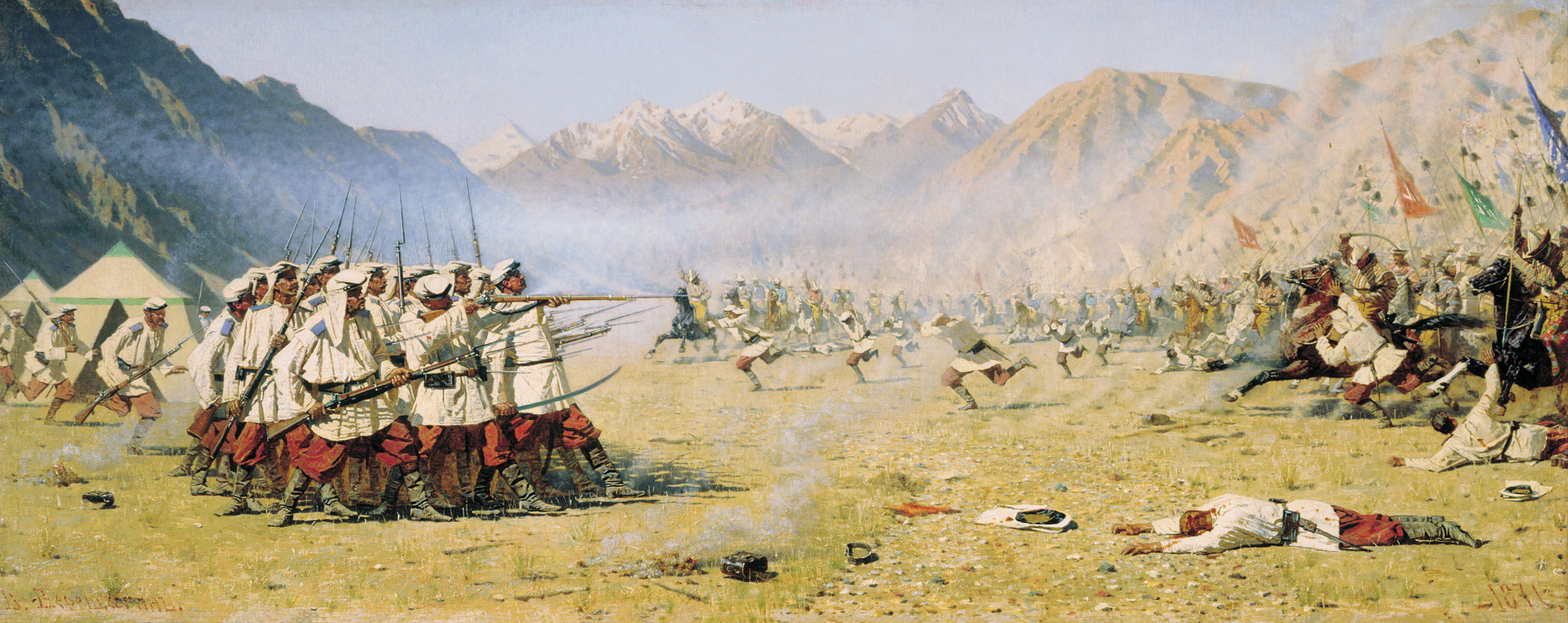
Картина известного русского художника В. В. Верещагина. «Нападают врасплох». 1871. В этой битве русского отряда с ополчением Илийского султаната участвовал сам художник и был ранен.

С момента образования султаната, и других государственных образований на территории Восточного Туркестана, возникают конфликты на приграничной территории c колониальными властями Российской империи. В результате дальнейшего ухудшения отношений с Илийским султанатом, Российская империя принимает решение о вторжении на территорию султаната. Официальной причиной послужил отказ выдать волостного управителя казахского рода албанов султана Тазабека и его соратников, откочевавших на территорию султаната.

«Бездействие наше, — доказывал он Кауфману, — в настоящем случае может вредно повлиять на умы наших киргиз, уважающих только силу и решительность и дать время нашему сомнительному соседу Якуб-беку подать руку помощи Кульдже: Отдельные же экспедиции: как, например, разорение Кетменя и Дубуна, хотя и полезно, но служит слишком малым возмездием за нападение на русские войска и объявление войны России инсургентом, называющим себя Султаном Илийским». Кауфман предписал военному губернатору Семиречья "наказать «таранчей, но поход в Кульджу, выполняя распоряжение правительства, отложить до осени.»

В июне 1871 года российские войска под командованием генерал-майора Колпаковского вторгаются на территорию султаната, в результате конфликта слабовооруженные и неорганизованные войска султаната терпят поражение. В итоге Илийский султанат, с территорией общей площадью приблизительно 1300 кв.миль. (3.367 кв.км) и оценочной численностью населения в 200 тыс.человек, попадает под юрисдикцию Российской империи.

## Петербургский договор
Перед вторжением в Илийский край, в апреле 1871 года, император Александр II направил указание послу России в Китае. В инструкции послу писалось:
«Вмешательство наше в дела Западного Китая имеет единственной целью оказать содействие китайцам к восстановлению их власти в отторгнутых западных провинциях Империи»

Россия дала ясно понять Китаю, что захват Илийского султаната будет носить временный характер, а после выполнения задачи, русские войска будут выведены. Несмотря на это, будущий генерал-губернатор Туркестанского края А. Н. Куропаткин писал, что местному населению было дано обещание не передавать Илийский край Китаю:
Население Кульджи оказало русским войскам при захвате Илийского края слабое сопротивление и покорилось, получив обещание, что занимаемый край никогда не будет передан китайцам
20 октября 1879 года между Китаем и Россией был подписан Ливадийский договор. Договор уточнил границы между Россией и Китаем, определил порядок вывода российских войск с территории Илийского края. Договор по уничтожению уйгурского государства предусматривал:
Русские войска, согласно договору, выводились из Илийского края (ст.1), населению которого цинским правительством была обещана амнистия (ст.2). За Россией оставались западный участок долины реки Или и долина реки Текес «для поселения в них жителей Илийского края, которые пожелают принять российское подданство», а также район Музартского перевала через Тянь-Шань (ст.7). Тем не менее этот договор не был ратифицирован императором Китая.
Поэтому 12 февраля 1881 года был подписан новый договор, известный как Петербургский договор. Частично положения договора были схожими со статьями Ливадийского договора:
Западная часть Илийского края закреплялась за Россией (ст. I и VII). На остальной территории края восстанавливалась власть китайского императора: Правительство Китая по настоянию русской дипломатии обязалось принять здесь «соответствующие меры» к ограждению жителей, участвовавших в восстании, «от личной и имущественной ответственности» (ст. II). Населению предоставлялось право «остаться в нынешних местах жительства в китайском подданстве» или же «выселиться в пределы России и принять российское подданство». Опрос населения должен был состояться «до восстановления китайской власти в Илийском крае» (ст. III). Китайские власти должны были выплатить России 9 млн руб. в покрытие расходов по оккупации р. Или и в удовлетворение исков русских подданных, имущественные и прочие интересы которых пострадали в период восстания в Западном Китае (ст. VI).